# حجنا آل الشيخ (السوادية)

تعديل مصدري - تعديل

حجنا آل الشيخ هي إحدى قرى عزلة ال السادة بمديرية السوادية التابعة لمحافظة البيضاء، بلغ تعداد سكانها 232 نسمة حسب تعداد اليمن لعام 2004.